# 크리스티나 풀톤
크리스티나 풀톤(Christina Fulton, 1967년 6월 26일 ~ )은 미국의 배우, 영화배우, 텔레비전 배우이다.
보이시에서 태어났다.

## 영화
- 스네이크 아이 (1998년)
- 미녀 드라큐라 2 (1995년)
- 하드 드라이브 (1994년)
- 레드 슈 다이어리 3 (1993년)
- 스네이크 아이 (1993년) - 브론드 역
- 도어즈 (1991년)